# Janice Hagan
| Janice Hagan                              | Janice Hagan                              |
| Kattints az alábbi külső linkek egyikére! | Kattints az alábbi külső linkek egyikére! |
| ----------------------------------------- | ----------------------------------------- |
| Nem található szabad kép.(?)              |                                           |
| külső link · jogvédett                    | aJanice Hagan                             |

Janice Hagan (? –) kanadai dzsesszénekesnő.

## Pályakép
Rendszeres előadója a kanadai dzsesszfesztiváloknak: Beaches International Jazz Festival, Toronto Jazz Festival (Montreal és Toronto), Port Credit Jazz & Blues Fesztivál, Downtown Oakville Jazz Festival.

## Lemezek
- 2003: Hey Big Spender
- 2004: Let's Misbehave!
- 2005: Halloween Party
- 2013: Naughty or Nice